# Хабібулла-хан
Хабібулла-хан син Абдуррахман-хана з роду Баракзаїв (3 червня 1872 — 20 лютого 1919) — емір Афганістану.

## Життєпис
Народився в Ташкенті. Старший син хана Абдуррахмана, еміра Афганістану.
Як правитель Хабібулла був світським і в міру своїх сил і бачення робив кроки в напрямку модернізації країни на європейський, західний лад. 1904 року за його підтримки в Афганістані створена Військова академія. Хабібулла також встановив різноманітні правові реформи та скасував низку найстрашніших карних покарань. Водночас у 1903 році один з його головних радників Абд-уль-Латиф був засуджений до смертної кари та забитий камінням до смерті в Кабулі.
21 березня 1905 року підписав з Британією договір про повну відмову від самостійної зовнішньої політики в обмін на субсидію £ 160 тис. в рік.
Хану Хабібуллі вдалося зберегти нейтралітет Афганістану в Першій світовій війні, попри активні зусилля втягнути Афганістан у війну з боку султана Османської імперії, який мав також сан халіфа, тобто духовного керівника всіх мусульман. Також Хабібулла значно знизив напруження у відносинах з Індією, підписав договір про дружбу у 1905 році та здійснив офіційний візит у 1907 році.
Був вбитий під час полювання в області Лагман 20 лютого 1919 року. Незадовго до цього, 2 лютого, він вимагав від Британії надати країні повну незалежність. Його брат Насрулла-хан знаходився при владі лише протягом тижня (21-28 лютого), після чого був ув'язнений ханом Амануллою, третім сином Хабібулли, який і став наступним правителем Афганістану.